# El profeta (obra)
El Profeta es un libro del escritor Gibran Jalil Gibran publicado en 1923 y traducido por primera vez al castellano por José Guraieb en 1933.

## Argumento

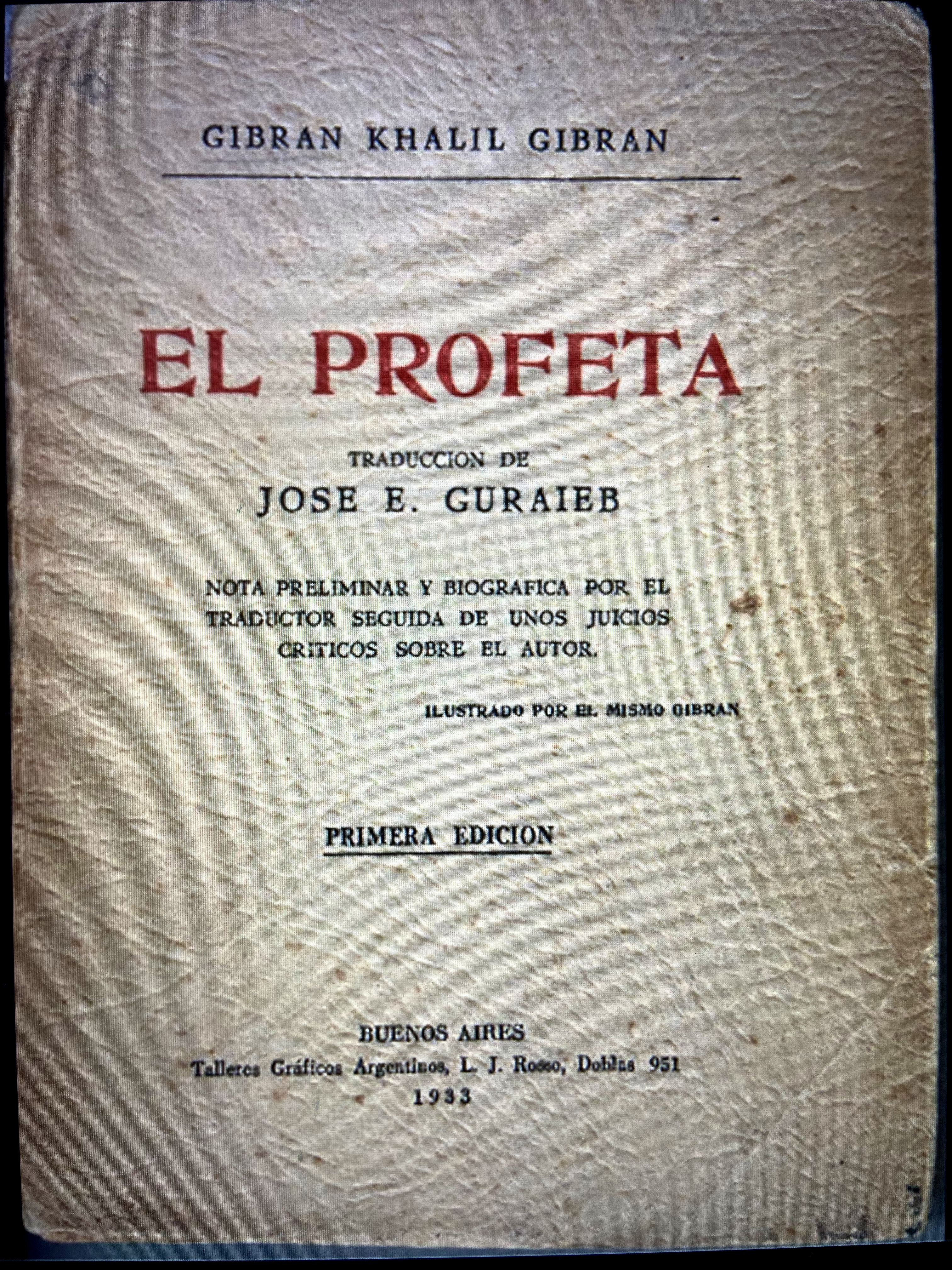
Primera edición en español de El Profeta de 1933 traducida por Guraieb

Ocho años antes de morir, un profeta abandona el pueblo donde ha vivido y, antes de irse, la gente le pide que hable de ciertos temas, cada uno de los cuales forma un capítulo del libro. Estos temas son: el amor, el matrimonio, los hijos, el dar, el comer y el beber, el trabajo, la alegría y el dolor, las casas, el vestir, el comprar y el vender, el crimen y el castigo, las leyes, la libertad, la razón y la pasión, el dolor, el conocimiento, el enseñar, la amistad, el hablar, el tiempo, lo bueno y lo malo, la oración, el placer, la belleza, la religión y la muerte.
Por ejemplo, respecto a la alegría y el dolor dice: "Cuando estéis tristes, (...) veréis que estáis llorando, en verdad, por lo que fue vuestro deleite".
A pesar de que la obra está escrita a modo de diálogo simple entre el profeta y la gente del pueblo, las directivas que Gibrán pone en su boca invitan a reconsiderar los valores, conceptos, hábitos y costumbres de la sociedad, llevando al lector hacia una idea menos individualista y con un gran sentido de empatía con los seres vivientes, así como la mayor relevancia de un estrato espiritual subyacente a todas las acciones humanas.
Su diálogo también invita a evocar temas más profundos, como a su muerte el alma dejará su cuerpo y formará parte de ese mar universal y divino:
" No puedo abandonarlos sin aflicción y sin pena. No es una túnica la que me quito hoy, sino mi propia piel, que desgarro con mis propias manos. Y no es un pensamiento el que dejo, sino un corazón, endulzado por el hambre y la sed. Pero, no puedo detenerme más. El mar, que llama todas las cosas a su seno, me llama y debo embarcarme."
Su inspiración es, probablemente, la sabiduría de los grandes maestros, como Jesús o Buda, las religiones orientales, y, por sobre todo, corrientes de espiritualidad marcadas por un gran sentido de lo místico, como el sufismo, sin perder semejanza a su vez con las creencias animistas de muchas sociedades tribales y cercanas a la naturaleza.